# Antoni Esteve i Lecina
Antoni Esteve i Lecina (Barcelona, 19 d'abril de 1947 - Palma, 12 de maig de 2007) fou un futbolista català de les dècades de 1960 i 1970.

## Trajectòria
Futbolísticament es formà al futbol base del FC Barcelona i del CF Barceloneta, fitxant quan tenia 18 anys per l'EC Granollers. A continuació passà dues temporades a l'Atlètic Catalunya, etapa en la qual arribà a jugar algun partit amistós amb el primer equip del Barça, i una al CF Calella, fins que el 1968 fou fitxat pel RCD Espanyol. Aquesta temporada coincidí amb el servei militar i no arribà a debutar amb el primer equip blanc-i-blau. Després d'una temporada al CE Europa, jugà a Segona Divisió amb el Vila-real CF i el CE Mestalla. Finalment, l'any 1972 debutà a primera divisió de la mà del Burgos CF. Finalitzà la seva carrera, novament al Calella i al FC Andorra.